# 裁許留
裁許留（さいきょどめ）とは、江戸幕府評定所が出した裁許状などを選んで編集した裁判記録。

## 概要
出入筋（民事訴訟）の裁許及びその資料とされた裁判請証文・相談書・吟味伺書などを集めたものであるが、実際には吟味筋（刑事訴訟）の裁許も含まれている。元は元禄15年（1702年）から慶応3年（1867年）までの全45冊があったが、整理されないままに関東大震災の際に失われた。現存するのはそれ以前に写された享保5年（1720年）・同13年（1728年）・同14年（1729年）分（以上、京都大学付属図書館）及び天明元年（1781年）・同2年（1782年）分（以上、東京大学法学部研究部）の計5年分の副本があるに過ぎない。これらと『徳川禁令考』などに引用されたものなどを合わせたものが『司法資料』別冊として昭和18年（1943年）に刊行されている。